# 貝爾豪斯鎮區 (阿肯色州阿什利縣)
貝爾豪斯鎮區（英語：Bearhouse Township）是位於美國阿肯色州阿什利縣的一個行政鎮區。

## 地方資料
貝爾豪斯鎮區的面積為114.68平方千米，當中陸地面積為112.94平方千米，而水域面積為1.74平方千米。根據2010年美國人口普查的數據，當地共有人口37人，而人口密度為每平方千米0.32人。